# Gnathophis bracheatopos
Gnathophis bracheatopos és una espècie de peix pertanyent a la família dels còngrids.

## Descripció
- Pot arribar a fer 35 cm de llargària màxima.[4][5]

## Hàbitat
És un peix marí, demersal i de clima tropical que viu entre 55 i 110 m de fondària.

## Distribució geogràfica
Es troba a l'Atlàntic occidental: des de Carolina del Sud fins a Florida i l'est del golf de Mèxic.

## Observacions
És inofensiu per als humans.